# Casa de Plantageneta
Plantageneta é o sobrenome de um conjunto de monarcas ingleses, conhecidos como dinastia Plantageneta ou Angevina (de Anjou), que reinaram em Inglaterra entre 1154 e 1485. O nome tem na sua origem a giesta (plant genêt em língua francesa), que o fundador da casa Godofredo V, Conde de Anjou escolheu para símbolo pessoal.

## História
Os Plantagenetas são originários do Condado de Anjou, atualmente parte de França, e chegam ao poder em Inglaterra através do casamento de Godofredo ou Godofredo V, Conde de Anjou, fundador da dinastia, com Matilde de Inglaterra, a herdeira de Henrique I. O primeiro rei Plantageneta foi Henrique II, filho de ambos. A dinastia Plantageneta é um ramo da dinastia de Anjou, à qual Godofredo pertencia.

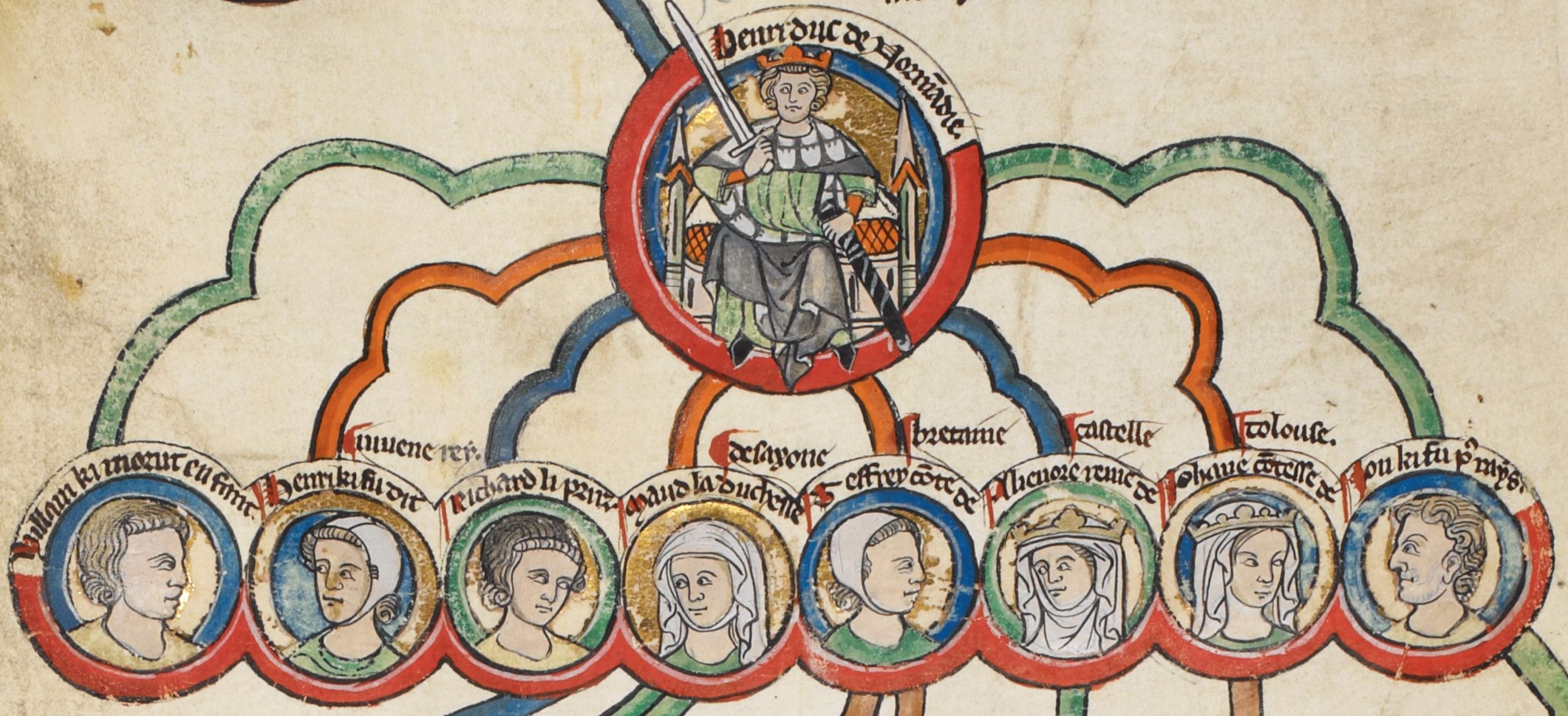
Imagem da árvore genealógica do século XIII. Estão representados Henrique II e seu filhos, da esquerda para a direita: Guilherme, Henrique, Ricardo, Matilde, Godofredo, Leonor, Joana e João.

Além da Inglaterra e de suas possessões francesas, os plantagenetas ascenderam ao trono da Sicília no século XII e adquiriram domínios no mediterrâneo oriental, participando de ações militares no âmbito das Cruzadas. Desse conjunto de territórios sob posse de uma mesma dinastia advém o termo Império Angevino.
O fim da dinastia Plantageneta é considerado pelos historiadores ingleses como ocorrido em 1485, quando o seu último soberano, Ricardo III, do ramo da dinastia de Iorque, foi morto na Batalha de Bosworth Field. 
Porém, o ramo direto se extinguiu com a deposição de Ricardo II em 1399, por Henrique IV, quando a Inglaterra passou a ser governada por um ramo secundário da Dinastia Plantageneta, a dinastia de Lencastre, que governaria o reino até 1471, época em que a dinastia de Iorque, outro ramo dos Plantagenetas, assumiu o poder no contexto da Guerra das Duas Rosas. Esta por sua vez seria tirada do poder pela dinastia Tudor em 1485, ano que marcou o fim da dinastia Plantageneta.
- Henrique II (r. 1154 - 1189)

Brasão de Godofredo V de Anjou.

- Ricardo I Coração de Leão (r. 1189 - 1199)
- João Sem-Terra (r. 1199 - 1216) irmão
- Henrique III (r. 1216 - 1272)
- Eduardo I (r. 1272 - 1307)
- Eduardo II (r. 1307 - 1327)
- Eduardo III (r. 1327 - 1377)
- Ricardo II (r. 1377 - 1399) neto

## Outros membros da dinastia
- Eduardo Plantageneta, o Príncipe Negro
- Edmundo de Langley, Duque de Iorque
- Eduardo Plantageneta, Duque de Iorque
- Filipa Plantageneta, rainha consorte de João I de Portugal
- Henrique Plantageneta, o Jovem
- Godofredo Plantageneta, Duque da Bretanha
- João de Gante, Duque de Lancaster e da Aquitânia
- Leonel de Antuérpia, Duque de Clarence
- Tomás de Woodstock, Conde de Essex e Buckingham

## Genealogia
Membros legítimos da Dinastia Plantageneta
|                                                     |                                                     |                                                     |                                                     |                                                     |                                                     |  |  |                                                 |                                                 |                                                 |                                                 |                                                 |                                                 |  |  |                                                     |                                                     |                                                     |                                                     |                                                     |                                                     |  |  | Godofredo V, Conde de Anjou 1113–1151                   |                                                         |                                                         |                                                         |                                                         |                                                         |  |  |                                                      |                                                      |                                                      |                                                      |                                                      |                                                      |  |  |                                                           |                                                           |                                                           |                                                           |                                                           |                                                           |  |  |                                                  |                                                  |                                                  |                                                  |                                                  |                                                  |  |  |                                                   |                                                   |                                                   |                                                   |                                                   |                                                   |  |  |                                        |                                        |                                        |                                        |                                        |                                        |  |  |  |  |  |  |  |  |  |  |  |  |  |  |  |  |  |  |  |  |  |  |  |  |  |  |  |  |  |  |  |  |  |  |  |  |  |  |  |  |  |  |
|                                                     |                                                     |                                                     |                                                     |                                                     |                                                     |  |  |                                                 |                                                 |                                                 |                                                 |                                                 |                                                 |  |  |                                                     |                                                     |                                                     |                                                     |                                                     |                                                     |  |  |                                                         |                                                         |                                                         |                                                         |                                                         |                                                         |  |  |                                                      |                                                      |                                                      |                                                      |                                                      |                                                      |  |  |                                                           |                                                           |                                                           |                                                           |                                                           |                                                           |  |  |                                                  |                                                  |                                                  |                                                  |                                                  |                                                  |  |  |                                                   |                                                   |                                                   |                                                   |                                                   |                                                   |  |  |                                        |                                        |                                        |                                        |                                        |                                        |  |  |  |  |  |  |  |  |  |  |  |  |  |  |  |  |  |  |  |  |  |  |  |  |  |  |  |  |  |  |  |  |  |  |  |  |  |  |  |  |  |  |
|                                                     |                                                     |                                                     |                                                     |                                                     |                                                     |  |  |                                                 |                                                 |                                                 |                                                 |                                                 |                                                 |  |  |                                                     |                                                     |                                                     |                                                     |                                                     |                                                     |  |  |                                                         |                                                         |                                                         |                                                         |                                                         |                                                         |  |  |                                                      |                                                      |                                                      |                                                      |                                                      |                                                      |  |  |                                                           |                                                           |                                                           |                                                           |                                                           |                                                           |  |  |                                                  |                                                  |                                                  |                                                  |                                                  |                                                  |  |  |                                                   |                                                   |                                                   |                                                   |                                                   |                                                   |  |  |                                        |                                        |                                        |                                        |                                        |                                        |  |  |  |  |  |  |  |  |  |  |  |  |  |  |  |  |  |  |  |  |  |  |  |  |  |  |  |  |  |  |  |  |  |  |  |  |  |  |  |  |  |  |
|                                                     |                                                     |                                                     |                                                     |                                                     |                                                     |  |  |                                                 |                                                 |                                                 |                                                 |                                                 |                                                 |  |  | Henrique II, Rei de Inglaterra 1133–1189            | Henrique II, Rei de Inglaterra 1133–1189            | Henrique II, Rei de Inglaterra 1133–1189            | Henrique II, Rei de Inglaterra 1133–1189            | Henrique II, Rei de Inglaterra 1133–1189            | Henrique II, Rei de Inglaterra 1133–1189            |  |  | Godofredo, Conde de Nantes 1134–1158                    | Godofredo, Conde de Nantes 1134–1158                    | Godofredo, Conde de Nantes 1134–1158                    | Godofredo, Conde de Nantes 1134–1158                    | Godofredo, Conde de Nantes 1134–1158                    | Godofredo, Conde de Nantes 1134–1158                    |  |  | Guilherme, Visconde de Dieppe 1136–1164              | Guilherme, Visconde de Dieppe 1136–1164              | Guilherme, Visconde de Dieppe 1136–1164              | Guilherme, Visconde de Dieppe 1136–1164              | Guilherme, Visconde de Dieppe 1136–1164              | Guilherme, Visconde de Dieppe 1136–1164              |  |  |                                                           |                                                           |                                                           |                                                           |                                                           |                                                           |  |  |                                                  |                                                  |                                                  |                                                  |                                                  |                                                  |  |  |                                                   |                                                   |                                                   |                                                   |                                                   |                                                   |  |  |                                        |                                        |                                        |                                        |                                        |                                        |  |  |  |  |  |  |  |  |  |  |  |  |  |  |  |  |  |  |  |  |  |  |  |  |  |  |  |  |  |  |  |  |  |  |  |  |  |  |  |  |  |  |
|                                                     |                                                     |                                                     |                                                     |                                                     |                                                     |  |  |                                                 |                                                 |                                                 |                                                 |                                                 |                                                 |  |  | Henrique II, Rei de Inglaterra 1133–1189            | Henrique II, Rei de Inglaterra 1133–1189            | Henrique II, Rei de Inglaterra 1133–1189            | Henrique II, Rei de Inglaterra 1133–1189            | Henrique II, Rei de Inglaterra 1133–1189            | Henrique II, Rei de Inglaterra 1133–1189            |  |  | Godofredo, Conde de Nantes 1134–1158                    | Godofredo, Conde de Nantes 1134–1158                    | Godofredo, Conde de Nantes 1134–1158                    | Godofredo, Conde de Nantes 1134–1158                    | Godofredo, Conde de Nantes 1134–1158                    | Godofredo, Conde de Nantes 1134–1158                    |  |  | Guilherme, Visconde de Dieppe 1136–1164              | Guilherme, Visconde de Dieppe 1136–1164              | Guilherme, Visconde de Dieppe 1136–1164              | Guilherme, Visconde de Dieppe 1136–1164              | Guilherme, Visconde de Dieppe 1136–1164              | Guilherme, Visconde de Dieppe 1136–1164              |  |  |                                                           |                                                           |                                                           |                                                           |                                                           |                                                           |  |  |                                                  |                                                  |                                                  |                                                  |                                                  |                                                  |  |  |                                                   |                                                   |                                                   |                                                   |                                                   |                                                   |  |  |                                        |                                        |                                        |                                        |                                        |                                        |  |  |  |  |  |  |  |  |  |  |  |  |  |  |  |  |  |  |  |  |  |  |  |  |  |  |  |  |  |  |  |  |  |  |  |  |  |  |  |  |  |  |
|                                                     |                                                     |                                                     |                                                     |                                                     |                                                     |  |  |                                                 |                                                 |                                                 |                                                 |                                                 |                                                 |  |  |                                                     |                                                     |                                                     |                                                     |                                                     |                                                     |  |  |                                                         |                                                         |                                                         |                                                         |                                                         |                                                         |  |  |                                                      |                                                      |                                                      |                                                      |                                                      |                                                      |  |  |                                                           |                                                           |                                                           |                                                           |                                                           |                                                           |  |  |                                                  |                                                  |                                                  |                                                  |                                                  |                                                  |  |  |                                                   |                                                   |                                                   |                                                   |                                                   |                                                   |  |  |                                        |                                        |                                        |                                        |                                        |                                        |  |  |  |  |  |  |  |  |  |  |  |  |  |  |  |  |  |  |  |  |  |  |  |  |  |  |  |  |  |  |  |  |  |  |  |  |  |  |  |  |  |  |
| Henrique, o Jovem 1155–1183                         | Henrique, o Jovem 1155–1183                         | Henrique, o Jovem 1155–1183                         | Henrique, o Jovem 1155–1183                         | Henrique, o Jovem 1155–1183                         | Henrique, o Jovem 1155–1183                         |  |  | Ricardo I, Rei de Inglaterra 1157–1199          | Ricardo I, Rei de Inglaterra 1157–1199          | Ricardo I, Rei de Inglaterra 1157–1199          | Ricardo I, Rei de Inglaterra 1157–1199          | Ricardo I, Rei de Inglaterra 1157–1199          | Ricardo I, Rei de Inglaterra 1157–1199          |  |  | Godofredo II, Duque da Bretanha 1158–1186           | Godofredo II, Duque da Bretanha 1158–1186           | Godofredo II, Duque da Bretanha 1158–1186           | Godofredo II, Duque da Bretanha 1158–1186           | Godofredo II, Duque da Bretanha 1158–1186           | Godofredo II, Duque da Bretanha 1158–1186           |  |  |                                                         |                                                         |                                                         |                                                         |                                                         |                                                         |  |  | João, Rei de Inglaterra 1167–1216                    | João, Rei de Inglaterra 1167–1216                    | João, Rei de Inglaterra 1167–1216                    | João, Rei de Inglaterra 1167–1216                    | João, Rei de Inglaterra 1167–1216                    | João, Rei de Inglaterra 1167–1216                    |  |  |                                                           |                                                           |                                                           |                                                           |                                                           |                                                           |  |  |                                                  |                                                  |                                                  |                                                  |                                                  |                                                  |  |  |                                                   |                                                   |                                                   |                                                   |                                                   |                                                   |  |  |                                        |                                        |                                        |                                        |                                        |                                        |  |  |  |  |  |  |  |  |  |  |  |  |  |  |  |  |  |  |  |  |  |  |  |  |  |  |  |  |  |  |  |  |  |  |  |  |  |  |  |  |  |  |
| Henrique, o Jovem 1155–1183                         | Henrique, o Jovem 1155–1183                         | Henrique, o Jovem 1155–1183                         | Henrique, o Jovem 1155–1183                         | Henrique, o Jovem 1155–1183                         | Henrique, o Jovem 1155–1183                         |  |  | Ricardo I, Rei de Inglaterra 1157–1199          | Ricardo I, Rei de Inglaterra 1157–1199          | Ricardo I, Rei de Inglaterra 1157–1199          | Ricardo I, Rei de Inglaterra 1157–1199          | Ricardo I, Rei de Inglaterra 1157–1199          | Ricardo I, Rei de Inglaterra 1157–1199          |  |  | Godofredo II, Duque da Bretanha 1158–1186           | Godofredo II, Duque da Bretanha 1158–1186           | Godofredo II, Duque da Bretanha 1158–1186           | Godofredo II, Duque da Bretanha 1158–1186           | Godofredo II, Duque da Bretanha 1158–1186           | Godofredo II, Duque da Bretanha 1158–1186           |  |  |                                                         |                                                         |                                                         |                                                         |                                                         |                                                         |  |  | João, Rei de Inglaterra 1167–1216                    | João, Rei de Inglaterra 1167–1216                    | João, Rei de Inglaterra 1167–1216                    | João, Rei de Inglaterra 1167–1216                    | João, Rei de Inglaterra 1167–1216                    | João, Rei de Inglaterra 1167–1216                    |  |  |                                                           |                                                           |                                                           |                                                           |                                                           |                                                           |  |  |                                                  |                                                  |                                                  |                                                  |                                                  |                                                  |  |  |                                                   |                                                   |                                                   |                                                   |                                                   |                                                   |  |  |                                        |                                        |                                        |                                        |                                        |                                        |  |  |  |  |  |  |  |  |  |  |  |  |  |  |  |  |  |  |  |  |  |  |  |  |  |  |  |  |  |  |  |  |  |  |  |  |  |  |  |  |  |  |
|                                                     |                                                     |                                                     |                                                     |                                                     |                                                     |  |  |                                                 |                                                 |                                                 |                                                 |                                                 |                                                 |  |  |                                                     |                                                     |                                                     |                                                     |                                                     |                                                     |  |  |                                                         |                                                         |                                                         |                                                         |                                                         |                                                         |  |  |                                                      |                                                      |                                                      |                                                      |                                                      |                                                      |  |  |                                                           |                                                           |                                                           |                                                           |                                                           |                                                           |  |  |                                                  |                                                  |                                                  |                                                  |                                                  |                                                  |  |  |                                                   |                                                   |                                                   |                                                   |                                                   |                                                   |  |  |                                        |                                        |                                        |                                        |                                        |                                        |  |  |  |  |  |  |  |  |  |  |  |  |  |  |  |  |  |  |  |  |  |  |  |  |  |  |  |  |  |  |  |  |  |  |  |  |  |  |  |  |  |  |
|                                                     |                                                     |                                                     |                                                     |                                                     |                                                     |  |  |                                                 |                                                 |                                                 |                                                 |                                                 |                                                 |  |  | Artur I, Duque da Bretanha 1187–1203                | Artur I, Duque da Bretanha 1187–1203                | Artur I, Duque da Bretanha 1187–1203                | Artur I, Duque da Bretanha 1187–1203                | Artur I, Duque da Bretanha 1187–1203                | Artur I, Duque da Bretanha 1187–1203                |  |  | Henrique III, Rei de Inglaterra 1207–1272               | Henrique III, Rei de Inglaterra 1207–1272               | Henrique III, Rei de Inglaterra 1207–1272               | Henrique III, Rei de Inglaterra 1207–1272               | Henrique III, Rei de Inglaterra 1207–1272               | Henrique III, Rei de Inglaterra 1207–1272               |  |  |                                                      |                                                      |                                                      |                                                      |                                                      |                                                      |  |  | Ricardo, Rei dos Romanos 1209–1272                        | Ricardo, Rei dos Romanos 1209–1272                        | Ricardo, Rei dos Romanos 1209–1272                        | Ricardo, Rei dos Romanos 1209–1272                        | Ricardo, Rei dos Romanos 1209–1272                        | Ricardo, Rei dos Romanos 1209–1272                        |  |  |                                                  |                                                  |                                                  |                                                  |                                                  |                                                  |  |  |                                                   |                                                   |                                                   |                                                   |                                                   |                                                   |  |  |                                        |                                        |                                        |                                        |                                        |                                        |  |  |  |  |  |  |  |  |  |  |  |  |  |  |  |  |  |  |  |  |  |  |  |  |  |  |  |  |  |  |  |  |  |  |  |  |  |  |  |  |  |  |
|                                                     |                                                     |                                                     |                                                     |                                                     |                                                     |  |  |                                                 |                                                 |                                                 |                                                 |                                                 |                                                 |  |  | Artur I, Duque da Bretanha 1187–1203                | Artur I, Duque da Bretanha 1187–1203                | Artur I, Duque da Bretanha 1187–1203                | Artur I, Duque da Bretanha 1187–1203                | Artur I, Duque da Bretanha 1187–1203                | Artur I, Duque da Bretanha 1187–1203                |  |  | Henrique III, Rei de Inglaterra 1207–1272               | Henrique III, Rei de Inglaterra 1207–1272               | Henrique III, Rei de Inglaterra 1207–1272               | Henrique III, Rei de Inglaterra 1207–1272               | Henrique III, Rei de Inglaterra 1207–1272               | Henrique III, Rei de Inglaterra 1207–1272               |  |  |                                                      |                                                      |                                                      |                                                      |                                                      |                                                      |  |  | Ricardo, Rei dos Romanos 1209–1272                        | Ricardo, Rei dos Romanos 1209–1272                        | Ricardo, Rei dos Romanos 1209–1272                        | Ricardo, Rei dos Romanos 1209–1272                        | Ricardo, Rei dos Romanos 1209–1272                        | Ricardo, Rei dos Romanos 1209–1272                        |  |  |                                                  |                                                  |                                                  |                                                  |                                                  |                                                  |  |  |                                                   |                                                   |                                                   |                                                   |                                                   |                                                   |  |  |                                        |                                        |                                        |                                        |                                        |                                        |  |  |  |  |  |  |  |  |  |  |  |  |  |  |  |  |  |  |  |  |  |  |  |  |  |  |  |  |  |  |  |  |  |  |  |  |  |  |  |  |  |  |
|                                                     |                                                     |                                                     |                                                     |                                                     |                                                     |  |  |                                                 |                                                 |                                                 |                                                 |                                                 |                                                 |  |  |                                                     |                                                     |                                                     |                                                     |                                                     |                                                     |  |  |                                                         |                                                         |                                                         |                                                         |                                                         |                                                         |  |  |                                                      |                                                      |                                                      |                                                      |                                                      |                                                      |  |  |                                                           |                                                           |                                                           |                                                           |                                                           |                                                           |  |  |                                                  |                                                  |                                                  |                                                  |                                                  |                                                  |  |  |                                                   |                                                   |                                                   |                                                   |                                                   |                                                   |  |  |                                        |                                        |                                        |                                        |                                        |                                        |  |  |  |  |  |  |  |  |  |  |  |  |  |  |  |  |  |  |  |  |  |  |  |  |  |  |  |  |  |  |  |  |  |  |  |  |  |  |  |  |  |  |
|                                                     |                                                     |                                                     |                                                     |                                                     |                                                     |  |  |                                                 |                                                 |                                                 |                                                 |                                                 |                                                 |  |  | Eduardo I, Rei de Inglaterra 1239–1307              | Eduardo I, Rei de Inglaterra 1239–1307              | Eduardo I, Rei de Inglaterra 1239–1307              | Eduardo I, Rei de Inglaterra 1239–1307              | Eduardo I, Rei de Inglaterra 1239–1307              | Eduardo I, Rei de Inglaterra 1239–1307              |  |  |                                                         |                                                         |                                                         |                                                         |                                                         |                                                         |  |  | Edmundo, 1.º Conde de Lencastre 1245–1296            | Edmundo, 1.º Conde de Lencastre 1245–1296            | Edmundo, 1.º Conde de Lencastre 1245–1296            | Edmundo, 1.º Conde de Lencastre 1245–1296            | Edmundo, 1.º Conde de Lencastre 1245–1296            | Edmundo, 1.º Conde de Lencastre 1245–1296            |  |  | Henrique de Almain 1235–1271                              | Henrique de Almain 1235–1271                              | Henrique de Almain 1235–1271                              | Henrique de Almain 1235–1271                              | Henrique de Almain 1235–1271                              | Henrique de Almain 1235–1271                              |  |  | Edmund, 2.º Conde da Cornualha 1249–1300         | Edmund, 2.º Conde da Cornualha 1249–1300         | Edmund, 2.º Conde da Cornualha 1249–1300         | Edmund, 2.º Conde da Cornualha 1249–1300         | Edmund, 2.º Conde da Cornualha 1249–1300         | Edmund, 2.º Conde da Cornualha 1249–1300         |  |  |                                                   |                                                   |                                                   |                                                   |                                                   |                                                   |  |  |                                        |                                        |                                        |                                        |                                        |                                        |  |  |  |  |  |  |  |  |  |  |  |  |  |  |  |  |  |  |  |  |  |  |  |  |  |  |  |  |  |  |  |  |  |  |  |  |  |  |  |  |  |  |
|                                                     |                                                     |                                                     |                                                     |                                                     |                                                     |  |  |                                                 |                                                 |                                                 |                                                 |                                                 |                                                 |  |  | Eduardo I, Rei de Inglaterra 1239–1307              | Eduardo I, Rei de Inglaterra 1239–1307              | Eduardo I, Rei de Inglaterra 1239–1307              | Eduardo I, Rei de Inglaterra 1239–1307              | Eduardo I, Rei de Inglaterra 1239–1307              | Eduardo I, Rei de Inglaterra 1239–1307              |  |  |                                                         |                                                         |                                                         |                                                         |                                                         |                                                         |  |  | Edmundo, 1.º Conde de Lencastre 1245–1296            | Edmundo, 1.º Conde de Lencastre 1245–1296            | Edmundo, 1.º Conde de Lencastre 1245–1296            | Edmundo, 1.º Conde de Lencastre 1245–1296            | Edmundo, 1.º Conde de Lencastre 1245–1296            | Edmundo, 1.º Conde de Lencastre 1245–1296            |  |  | Henrique de Almain 1235–1271                              | Henrique de Almain 1235–1271                              | Henrique de Almain 1235–1271                              | Henrique de Almain 1235–1271                              | Henrique de Almain 1235–1271                              | Henrique de Almain 1235–1271                              |  |  | Edmund, 2.º Conde da Cornualha 1249–1300         | Edmund, 2.º Conde da Cornualha 1249–1300         | Edmund, 2.º Conde da Cornualha 1249–1300         | Edmund, 2.º Conde da Cornualha 1249–1300         | Edmund, 2.º Conde da Cornualha 1249–1300         | Edmund, 2.º Conde da Cornualha 1249–1300         |  |  |                                                   |                                                   |                                                   |                                                   |                                                   |                                                   |  |  |                                        |                                        |                                        |                                        |                                        |                                        |  |  |  |  |  |  |  |  |  |  |  |  |  |  |  |  |  |  |  |  |  |  |  |  |  |  |  |  |  |  |  |  |  |  |  |  |  |  |  |  |  |  |
|                                                     |                                                     |                                                     |                                                     |                                                     |                                                     |  |  |                                                 |                                                 |                                                 |                                                 |                                                 |                                                 |  |  |                                                     |                                                     |                                                     |                                                     |                                                     |                                                     |  |  |                                                         |                                                         |                                                         |                                                         |                                                         |                                                         |  |  |                                                      |                                                      |                                                      |                                                      |                                                      |                                                      |  |  |                                                           |                                                           |                                                           |                                                           |                                                           |                                                           |  |  |                                                  |                                                  |                                                  |                                                  |                                                  |                                                  |  |  |                                                   |                                                   |                                                   |                                                   |                                                   |                                                   |  |  |                                        |                                        |                                        |                                        |                                        |                                        |  |  |  |  |  |  |  |  |  |  |  |  |  |  |  |  |  |  |  |  |  |  |  |  |  |  |  |  |  |  |  |  |  |  |  |  |  |  |  |  |  |  |
| Afonso, Conde de Chester 1273–1284                  | Afonso, Conde de Chester 1273–1284                  | Afonso, Conde de Chester 1273–1284                  | Afonso, Conde de Chester 1273–1284                  | Afonso, Conde de Chester 1273–1284                  | Afonso, Conde de Chester 1273–1284                  |  |  | Eduardo II, Rei de Inglaterra 1284–1327         | Eduardo II, Rei de Inglaterra 1284–1327         | Eduardo II, Rei de Inglaterra 1284–1327         | Eduardo II, Rei de Inglaterra 1284–1327         | Eduardo II, Rei de Inglaterra 1284–1327         | Eduardo II, Rei de Inglaterra 1284–1327         |  |  | Tomás de Brotherton, 1.º Conde de Norfolk 1300–1338 | Tomás de Brotherton, 1.º Conde de Norfolk 1300–1338 | Tomás de Brotherton, 1.º Conde de Norfolk 1300–1338 | Tomás de Brotherton, 1.º Conde de Norfolk 1300–1338 | Tomás de Brotherton, 1.º Conde de Norfolk 1300–1338 | Tomás de Brotherton, 1.º Conde de Norfolk 1300–1338 |  |  | Edmundo de Woodstock, 1.º Conde de Kent 1301–1330       | Edmundo de Woodstock, 1.º Conde de Kent 1301–1330       | Edmundo de Woodstock, 1.º Conde de Kent 1301–1330       | Edmundo de Woodstock, 1.º Conde de Kent 1301–1330       | Edmundo de Woodstock, 1.º Conde de Kent 1301–1330       | Edmundo de Woodstock, 1.º Conde de Kent 1301–1330       |  |  | Tomás, 2.º Conde de Lencastre c. 1278–1322           | Tomás, 2.º Conde de Lencastre c. 1278–1322           | Tomás, 2.º Conde de Lencastre c. 1278–1322           | Tomás, 2.º Conde de Lencastre c. 1278–1322           | Tomás, 2.º Conde de Lencastre c. 1278–1322           | Tomás, 2.º Conde de Lencastre c. 1278–1322           |  |  | Henrique, 3.º Conde de Lencastre c. 1281–1345             | Henrique, 3.º Conde de Lencastre c. 1281–1345             | Henrique, 3.º Conde de Lencastre c. 1281–1345             | Henrique, 3.º Conde de Lencastre c. 1281–1345             | Henrique, 3.º Conde de Lencastre c. 1281–1345             | Henrique, 3.º Conde de Lencastre c. 1281–1345             |  |  |                                                  |                                                  |                                                  |                                                  |                                                  |                                                  |  |  |                                                   |                                                   |                                                   |                                                   |                                                   |                                                   |  |  |                                        |                                        |                                        |                                        |                                        |                                        |  |  |  |  |  |  |  |  |  |  |  |  |  |  |  |  |  |  |  |  |  |  |  |  |  |  |  |  |  |  |  |  |  |  |  |  |  |  |  |  |  |  |
| Afonso, Conde de Chester 1273–1284                  | Afonso, Conde de Chester 1273–1284                  | Afonso, Conde de Chester 1273–1284                  | Afonso, Conde de Chester 1273–1284                  | Afonso, Conde de Chester 1273–1284                  | Afonso, Conde de Chester 1273–1284                  |  |  | Eduardo II, Rei de Inglaterra 1284–1327         | Eduardo II, Rei de Inglaterra 1284–1327         | Eduardo II, Rei de Inglaterra 1284–1327         | Eduardo II, Rei de Inglaterra 1284–1327         | Eduardo II, Rei de Inglaterra 1284–1327         | Eduardo II, Rei de Inglaterra 1284–1327         |  |  | Tomás de Brotherton, 1.º Conde de Norfolk 1300–1338 | Tomás de Brotherton, 1.º Conde de Norfolk 1300–1338 | Tomás de Brotherton, 1.º Conde de Norfolk 1300–1338 | Tomás de Brotherton, 1.º Conde de Norfolk 1300–1338 | Tomás de Brotherton, 1.º Conde de Norfolk 1300–1338 | Tomás de Brotherton, 1.º Conde de Norfolk 1300–1338 |  |  | Edmundo de Woodstock, 1.º Conde de Kent 1301–1330       | Edmundo de Woodstock, 1.º Conde de Kent 1301–1330       | Edmundo de Woodstock, 1.º Conde de Kent 1301–1330       | Edmundo de Woodstock, 1.º Conde de Kent 1301–1330       | Edmundo de Woodstock, 1.º Conde de Kent 1301–1330       | Edmundo de Woodstock, 1.º Conde de Kent 1301–1330       |  |  | Tomás, 2.º Conde de Lencastre c. 1278–1322           | Tomás, 2.º Conde de Lencastre c. 1278–1322           | Tomás, 2.º Conde de Lencastre c. 1278–1322           | Tomás, 2.º Conde de Lencastre c. 1278–1322           | Tomás, 2.º Conde de Lencastre c. 1278–1322           | Tomás, 2.º Conde de Lencastre c. 1278–1322           |  |  | Henrique, 3.º Conde de Lencastre c. 1281–1345             | Henrique, 3.º Conde de Lencastre c. 1281–1345             | Henrique, 3.º Conde de Lencastre c. 1281–1345             | Henrique, 3.º Conde de Lencastre c. 1281–1345             | Henrique, 3.º Conde de Lencastre c. 1281–1345             | Henrique, 3.º Conde de Lencastre c. 1281–1345             |  |  |                                                  |                                                  |                                                  |                                                  |                                                  |                                                  |  |  |                                                   |                                                   |                                                   |                                                   |                                                   |                                                   |  |  |                                        |                                        |                                        |                                        |                                        |                                        |  |  |  |  |  |  |  |  |  |  |  |  |  |  |  |  |  |  |  |  |  |  |  |  |  |  |  |  |  |  |  |  |  |  |  |  |  |  |  |  |  |  |
|                                                     |                                                     |                                                     |                                                     |                                                     |                                                     |  |  |                                                 |                                                 |                                                 |                                                 |                                                 |                                                 |  |  |                                                     |                                                     |                                                     |                                                     |                                                     |                                                     |  |  |                                                         |                                                         |                                                         |                                                         |                                                         |                                                         |  |  |                                                      |                                                      |                                                      |                                                      |                                                      |                                                      |  |  |                                                           |                                                           |                                                           |                                                           |                                                           |                                                           |  |  |                                                  |                                                  |                                                  |                                                  |                                                  |                                                  |  |  |                                                   |                                                   |                                                   |                                                   |                                                   |                                                   |  |  |                                        |                                        |                                        |                                        |                                        |                                        |  |  |  |  |  |  |  |  |  |  |  |  |  |  |  |  |  |  |  |  |  |  |  |  |  |  |  |  |  |  |  |  |  |  |  |  |  |  |  |  |  |  |
|                                                     |                                                     |                                                     |                                                     |                                                     |                                                     |  |  | Eduardo III, Rei de Inglaterra 1312–1377        | Eduardo III, Rei de Inglaterra 1312–1377        | Eduardo III, Rei de Inglaterra 1312–1377        | Eduardo III, Rei de Inglaterra 1312–1377        | Eduardo III, Rei de Inglaterra 1312–1377        | Eduardo III, Rei de Inglaterra 1312–1377        |  |  | João de Eltham, Conde da Cornualha 1316–1336        | João de Eltham, Conde da Cornualha 1316–1336        | João de Eltham, Conde da Cornualha 1316–1336        | João de Eltham, Conde da Cornualha 1316–1336        | João de Eltham, Conde da Cornualha 1316–1336        | João de Eltham, Conde da Cornualha 1316–1336        |  |  | Edmundo, 2.° Conde de Kent 1326–1331                    | Edmundo, 2.° Conde de Kent 1326–1331                    | Edmundo, 2.° Conde de Kent 1326–1331                    | Edmundo, 2.° Conde de Kent 1326–1331                    | Edmundo, 2.° Conde de Kent 1326–1331                    | Edmundo, 2.° Conde de Kent 1326–1331                    |  |  | João, 3.° Conde de Kent 1330–1352                    | João, 3.° Conde de Kent 1330–1352                    | João, 3.° Conde de Kent 1330–1352                    | João, 3.° Conde de Kent 1330–1352                    | João, 3.° Conde de Kent 1330–1352                    | João, 3.° Conde de Kent 1330–1352                    |  |  | Henrique de Grosmont, 1.º Duque de Lencastre c. 1310–1361 | Henrique de Grosmont, 1.º Duque de Lencastre c. 1310–1361 | Henrique de Grosmont, 1.º Duque de Lencastre c. 1310–1361 | Henrique de Grosmont, 1.º Duque de Lencastre c. 1310–1361 | Henrique de Grosmont, 1.º Duque de Lencastre c. 1310–1361 | Henrique de Grosmont, 1.º Duque de Lencastre c. 1310–1361 |  |  |                                                  |                                                  |                                                  |                                                  |                                                  |                                                  |  |  |                                                   |                                                   |                                                   |                                                   |                                                   |                                                   |  |  |                                        |                                        |                                        |                                        |                                        |                                        |  |  |  |  |  |  |  |  |  |  |  |  |  |  |  |  |  |  |  |  |  |  |  |  |  |  |  |  |  |  |  |  |  |  |  |  |  |  |  |  |  |  |
|                                                     |                                                     |                                                     |                                                     |                                                     |                                                     |  |  | Eduardo III, Rei de Inglaterra 1312–1377        | Eduardo III, Rei de Inglaterra 1312–1377        | Eduardo III, Rei de Inglaterra 1312–1377        | Eduardo III, Rei de Inglaterra 1312–1377        | Eduardo III, Rei de Inglaterra 1312–1377        | Eduardo III, Rei de Inglaterra 1312–1377        |  |  | João de Eltham, Conde da Cornualha 1316–1336        | João de Eltham, Conde da Cornualha 1316–1336        | João de Eltham, Conde da Cornualha 1316–1336        | João de Eltham, Conde da Cornualha 1316–1336        | João de Eltham, Conde da Cornualha 1316–1336        | João de Eltham, Conde da Cornualha 1316–1336        |  |  | Edmundo, 2.° Conde de Kent 1326–1331                    | Edmundo, 2.° Conde de Kent 1326–1331                    | Edmundo, 2.° Conde de Kent 1326–1331                    | Edmundo, 2.° Conde de Kent 1326–1331                    | Edmundo, 2.° Conde de Kent 1326–1331                    | Edmundo, 2.° Conde de Kent 1326–1331                    |  |  | João, 3.° Conde de Kent 1330–1352                    | João, 3.° Conde de Kent 1330–1352                    | João, 3.° Conde de Kent 1330–1352                    | João, 3.° Conde de Kent 1330–1352                    | João, 3.° Conde de Kent 1330–1352                    | João, 3.° Conde de Kent 1330–1352                    |  |  | Henrique de Grosmont, 1.º Duque de Lencastre c. 1310–1361 | Henrique de Grosmont, 1.º Duque de Lencastre c. 1310–1361 | Henrique de Grosmont, 1.º Duque de Lencastre c. 1310–1361 | Henrique de Grosmont, 1.º Duque de Lencastre c. 1310–1361 | Henrique de Grosmont, 1.º Duque de Lencastre c. 1310–1361 | Henrique de Grosmont, 1.º Duque de Lencastre c. 1310–1361 |  |  |                                                  |                                                  |                                                  |                                                  |                                                  |                                                  |  |  |                                                   |                                                   |                                                   |                                                   |                                                   |                                                   |  |  |                                        |                                        |                                        |                                        |                                        |                                        |  |  |  |  |  |  |  |  |  |  |  |  |  |  |  |  |  |  |  |  |  |  |  |  |  |  |  |  |  |  |  |  |  |  |  |  |  |  |  |  |  |  |
|                                                     |                                                     |                                                     |                                                     |                                                     |                                                     |  |  |                                                 |                                                 |                                                 |                                                 |                                                 |                                                 |  |  |                                                     |                                                     |                                                     |                                                     |                                                     |                                                     |  |  |                                                         |                                                         |                                                         |                                                         |                                                         |                                                         |  |  |                                                      |                                                      |                                                      |                                                      |                                                      |                                                      |  |  |                                                           |                                                           |                                                           |                                                           |                                                           |                                                           |  |  |                                                  |                                                  |                                                  |                                                  |                                                  |                                                  |  |  |                                                   |                                                   |                                                   |                                                   |                                                   |                                                   |  |  |                                        |                                        |                                        |                                        |                                        |                                        |  |  |  |  |  |  |  |  |  |  |  |  |  |  |  |  |  |  |  |  |  |  |  |  |  |  |  |  |  |  |  |  |  |  |  |  |  |  |  |  |  |  |
|                                                     |                                                     |                                                     |                                                     |                                                     |                                                     |  |  | Eduardo, Príncipe de Gales 1330–1376            | Eduardo, Príncipe de Gales 1330–1376            | Eduardo, Príncipe de Gales 1330–1376            | Eduardo, Príncipe de Gales 1330–1376            | Eduardo, Príncipe de Gales 1330–1376            | Eduardo, Príncipe de Gales 1330–1376            |  |  |                                                     |                                                     |                                                     |                                                     |                                                     |                                                     |  |  | João de Gante, Duque de Lencastre e Aquitânia 1340–1399 | João de Gante, Duque de Lencastre e Aquitânia 1340–1399 | João de Gante, Duque de Lencastre e Aquitânia 1340–1399 | João de Gante, Duque de Lencastre e Aquitânia 1340–1399 | João de Gante, Duque de Lencastre e Aquitânia 1340–1399 | João de Gante, Duque de Lencastre e Aquitânia 1340–1399 |  |  | Edmundo de Langley, 1.° Duque de Iorque 1341–1402    | Edmundo de Langley, 1.° Duque de Iorque 1341–1402    | Edmundo de Langley, 1.° Duque de Iorque 1341–1402    | Edmundo de Langley, 1.° Duque de Iorque 1341–1402    | Edmundo de Langley, 1.° Duque de Iorque 1341–1402    | Edmundo de Langley, 1.° Duque de Iorque 1341–1402    |  |  |                                                           |                                                           |                                                           |                                                           |                                                           |                                                           |  |  | Leonel da Antuérpia, Duque de Clarence 1338–1368 | Leonel da Antuérpia, Duque de Clarence 1338–1368 | Leonel da Antuérpia, Duque de Clarence 1338–1368 | Leonel da Antuérpia, Duque de Clarence 1338–1368 | Leonel da Antuérpia, Duque de Clarence 1338–1368 | Leonel da Antuérpia, Duque de Clarence 1338–1368 |  |  | Tomás de Woodstock, Duque de Gloucester 1355–1397 | Tomás de Woodstock, Duque de Gloucester 1355–1397 | Tomás de Woodstock, Duque de Gloucester 1355–1397 | Tomás de Woodstock, Duque de Gloucester 1355–1397 | Tomás de Woodstock, Duque de Gloucester 1355–1397 | Tomás de Woodstock, Duque de Gloucester 1355–1397 |  |  |                                        |                                        |                                        |                                        |                                        |                                        |  |  |  |  |  |  |  |  |  |  |  |  |  |  |  |  |  |  |  |  |  |  |  |  |  |  |  |  |  |  |  |  |  |  |  |  |  |  |  |  |  |  |
|                                                     |                                                     |                                                     |                                                     |                                                     |                                                     |  |  | Eduardo, Príncipe de Gales 1330–1376            | Eduardo, Príncipe de Gales 1330–1376            | Eduardo, Príncipe de Gales 1330–1376            | Eduardo, Príncipe de Gales 1330–1376            | Eduardo, Príncipe de Gales 1330–1376            | Eduardo, Príncipe de Gales 1330–1376            |  |  |                                                     |                                                     |                                                     |                                                     |                                                     |                                                     |  |  | João de Gante, Duque de Lencastre e Aquitânia 1340–1399 | João de Gante, Duque de Lencastre e Aquitânia 1340–1399 | João de Gante, Duque de Lencastre e Aquitânia 1340–1399 | João de Gante, Duque de Lencastre e Aquitânia 1340–1399 | João de Gante, Duque de Lencastre e Aquitânia 1340–1399 | João de Gante, Duque de Lencastre e Aquitânia 1340–1399 |  |  | Edmundo de Langley, 1.° Duque de Iorque 1341–1402    | Edmundo de Langley, 1.° Duque de Iorque 1341–1402    | Edmundo de Langley, 1.° Duque de Iorque 1341–1402    | Edmundo de Langley, 1.° Duque de Iorque 1341–1402    | Edmundo de Langley, 1.° Duque de Iorque 1341–1402    | Edmundo de Langley, 1.° Duque de Iorque 1341–1402    |  |  |                                                           |                                                           |                                                           |                                                           |                                                           |                                                           |  |  | Leonel da Antuérpia, Duque de Clarence 1338–1368 | Leonel da Antuérpia, Duque de Clarence 1338–1368 | Leonel da Antuérpia, Duque de Clarence 1338–1368 | Leonel da Antuérpia, Duque de Clarence 1338–1368 | Leonel da Antuérpia, Duque de Clarence 1338–1368 | Leonel da Antuérpia, Duque de Clarence 1338–1368 |  |  | Tomás de Woodstock, Duque de Gloucester 1355–1397 | Tomás de Woodstock, Duque de Gloucester 1355–1397 | Tomás de Woodstock, Duque de Gloucester 1355–1397 | Tomás de Woodstock, Duque de Gloucester 1355–1397 | Tomás de Woodstock, Duque de Gloucester 1355–1397 | Tomás de Woodstock, Duque de Gloucester 1355–1397 |  |  |                                        |                                        |                                        |                                        |                                        |                                        |  |  |  |  |  |  |  |  |  |  |  |  |  |  |  |  |  |  |  |  |  |  |  |  |  |  |  |  |  |  |  |  |  |  |  |  |  |  |  |  |  |  |
|                                                     |                                                     |                                                     |                                                     |                                                     |                                                     |  |  |                                                 |                                                 |                                                 |                                                 |                                                 |                                                 |  |  |                                                     |                                                     |                                                     |                                                     |                                                     |                                                     |  |  |                                                         |                                                         |                                                         |                                                         |                                                         |                                                         |  |  |                                                      |                                                      |                                                      |                                                      |                                                      |                                                      |  |  |                                                           |                                                           |                                                           |                                                           |                                                           |                                                           |  |  |                                                  |                                                  |                                                  |                                                  |                                                  |                                                  |  |  |                                                   |                                                   |                                                   |                                                   |                                                   |                                                   |  |  |                                        |                                        |                                        |                                        |                                        |                                        |  |  |  |  |  |  |  |  |  |  |  |  |  |  |  |  |  |  |  |  |  |  |  |  |  |  |  |  |  |  |  |  |  |  |  |  |  |  |  |  |  |  |
|                                                     |                                                     |                                                     |                                                     |                                                     |                                                     |  |  |                                                 |                                                 |                                                 |                                                 |                                                 |                                                 |  |  | Casa de Beaufort                                    | Casa de Beaufort                                    | Casa de Beaufort                                    | Casa de Beaufort                                    | Casa de Beaufort                                    | Casa de Beaufort                                    |  |  |                                                         |                                                         |                                                         |                                                         |                                                         |                                                         |  |  |                                                      |                                                      |                                                      |                                                      |                                                      |                                                      |  |  |                                                           |                                                           |                                                           |                                                           |                                                           |                                                           |  |  | pulado duas gerações                             | pulado duas gerações                             | pulado duas gerações                             | pulado duas gerações                             | pulado duas gerações                             | pulado duas gerações                             |  |  |                                                   |                                                   |                                                   |                                                   |                                                   |                                                   |  |  |                                        |                                        |                                        |                                        |                                        |                                        |  |  |  |  |  |  |  |  |  |  |  |  |  |  |  |  |  |  |  |  |  |  |  |  |  |  |  |  |  |  |  |  |  |  |  |  |  |  |  |  |  |  |
|                                                     |                                                     |                                                     |                                                     |                                                     |                                                     |  |  |                                                 |                                                 |                                                 |                                                 |                                                 |                                                 |  |  | Casa de Beaufort                                    | Casa de Beaufort                                    | Casa de Beaufort                                    | Casa de Beaufort                                    | Casa de Beaufort                                    | Casa de Beaufort                                    |  |  |                                                         |                                                         |                                                         |                                                         |                                                         |                                                         |  |  |                                                      |                                                      |                                                      |                                                      |                                                      |                                                      |  |  |                                                           |                                                           |                                                           |                                                           |                                                           |                                                           |  |  | pulado duas gerações                             | pulado duas gerações                             | pulado duas gerações                             | pulado duas gerações                             | pulado duas gerações                             | pulado duas gerações                             |  |  |                                                   |                                                   |                                                   |                                                   |                                                   |                                                   |  |  |                                        |                                        |                                        |                                        |                                        |                                        |  |  |  |  |  |  |  |  |  |  |  |  |  |  |  |  |  |  |  |  |  |  |  |  |  |  |  |  |  |  |  |  |  |  |  |  |  |  |  |  |  |  |
|                                                     |                                                     |                                                     |                                                     |                                                     |                                                     |  |  | Ricardo II, Rei de Inglaterra 1367–1400         | Ricardo II, Rei de Inglaterra 1367–1400         | Ricardo II, Rei de Inglaterra 1367–1400         | Ricardo II, Rei de Inglaterra 1367–1400         | Ricardo II, Rei de Inglaterra 1367–1400         | Ricardo II, Rei de Inglaterra 1367–1400         |  |  | João Beaufort, 1.º Conde de Somerset (legitimado)   | João Beaufort, 1.º Conde de Somerset (legitimado)   | João Beaufort, 1.º Conde de Somerset (legitimado)   | João Beaufort, 1.º Conde de Somerset (legitimado)   | João Beaufort, 1.º Conde de Somerset (legitimado)   | João Beaufort, 1.º Conde de Somerset (legitimado)   |  |  | Henrique IV, Rei de Inglaterra 1367–1413                | Henrique IV, Rei de Inglaterra 1367–1413                | Henrique IV, Rei de Inglaterra 1367–1413                | Henrique IV, Rei de Inglaterra 1367–1413                | Henrique IV, Rei de Inglaterra 1367–1413                | Henrique IV, Rei de Inglaterra 1367–1413                |  |  | Eduardo de Norwich, 2.º Duque de Iorque c. 1373–1415 | Eduardo de Norwich, 2.º Duque de Iorque c. 1373–1415 | Eduardo de Norwich, 2.º Duque de Iorque c. 1373–1415 | Eduardo de Norwich, 2.º Duque de Iorque c. 1373–1415 | Eduardo de Norwich, 2.º Duque de Iorque c. 1373–1415 | Eduardo de Norwich, 2.º Duque de Iorque c. 1373–1415 |  |  | Ricardo de Conisburgh, 3.º Conde de Cambridge 1385–1415   | Ricardo de Conisburgh, 3.º Conde de Cambridge 1385–1415   | Ricardo de Conisburgh, 3.º Conde de Cambridge 1385–1415   | Ricardo de Conisburgh, 3.º Conde de Cambridge 1385–1415   | Ricardo de Conisburgh, 3.º Conde de Cambridge 1385–1415   | Ricardo de Conisburgh, 3.º Conde de Cambridge 1385–1415   |  |  | Ana Mortimer 1388–1411                           | Ana Mortimer 1388–1411                           | Ana Mortimer 1388–1411                           | Ana Mortimer 1388–1411                           | Ana Mortimer 1388–1411                           | Ana Mortimer 1388–1411                           |  |  | Humberto, 2.° Conde de Buckingham 1382–1399       | Humberto, 2.° Conde de Buckingham 1382–1399       | Humberto, 2.° Conde de Buckingham 1382–1399       | Humberto, 2.° Conde de Buckingham 1382–1399       | Humberto, 2.° Conde de Buckingham 1382–1399       | Humberto, 2.° Conde de Buckingham 1382–1399       |  |  |                                        |                                        |                                        |                                        |                                        |                                        |  |  |  |  |  |  |  |  |  |  |  |  |  |  |  |  |  |  |  |  |  |  |  |  |  |  |  |  |  |  |  |  |  |  |  |  |  |  |  |  |  |  |
|                                                     |                                                     |                                                     |                                                     |                                                     |                                                     |  |  | Ricardo II, Rei de Inglaterra 1367–1400         | Ricardo II, Rei de Inglaterra 1367–1400         | Ricardo II, Rei de Inglaterra 1367–1400         | Ricardo II, Rei de Inglaterra 1367–1400         | Ricardo II, Rei de Inglaterra 1367–1400         | Ricardo II, Rei de Inglaterra 1367–1400         |  |  | João Beaufort, 1.º Conde de Somerset (legitimado)   | João Beaufort, 1.º Conde de Somerset (legitimado)   | João Beaufort, 1.º Conde de Somerset (legitimado)   | João Beaufort, 1.º Conde de Somerset (legitimado)   | João Beaufort, 1.º Conde de Somerset (legitimado)   | João Beaufort, 1.º Conde de Somerset (legitimado)   |  |  | Henrique IV, Rei de Inglaterra 1367–1413                | Henrique IV, Rei de Inglaterra 1367–1413                | Henrique IV, Rei de Inglaterra 1367–1413                | Henrique IV, Rei de Inglaterra 1367–1413                | Henrique IV, Rei de Inglaterra 1367–1413                | Henrique IV, Rei de Inglaterra 1367–1413                |  |  | Eduardo de Norwich, 2.º Duque de Iorque c. 1373–1415 | Eduardo de Norwich, 2.º Duque de Iorque c. 1373–1415 | Eduardo de Norwich, 2.º Duque de Iorque c. 1373–1415 | Eduardo de Norwich, 2.º Duque de Iorque c. 1373–1415 | Eduardo de Norwich, 2.º Duque de Iorque c. 1373–1415 | Eduardo de Norwich, 2.º Duque de Iorque c. 1373–1415 |  |  | Ricardo de Conisburgh, 3.º Conde de Cambridge 1385–1415   | Ricardo de Conisburgh, 3.º Conde de Cambridge 1385–1415   | Ricardo de Conisburgh, 3.º Conde de Cambridge 1385–1415   | Ricardo de Conisburgh, 3.º Conde de Cambridge 1385–1415   | Ricardo de Conisburgh, 3.º Conde de Cambridge 1385–1415   | Ricardo de Conisburgh, 3.º Conde de Cambridge 1385–1415   |  |  | Ana Mortimer 1388–1411                           | Ana Mortimer 1388–1411                           | Ana Mortimer 1388–1411                           | Ana Mortimer 1388–1411                           | Ana Mortimer 1388–1411                           | Ana Mortimer 1388–1411                           |  |  | Humberto, 2.° Conde de Buckingham 1382–1399       | Humberto, 2.° Conde de Buckingham 1382–1399       | Humberto, 2.° Conde de Buckingham 1382–1399       | Humberto, 2.° Conde de Buckingham 1382–1399       | Humberto, 2.° Conde de Buckingham 1382–1399       | Humberto, 2.° Conde de Buckingham 1382–1399       |  |  |                                        |                                        |                                        |                                        |                                        |                                        |  |  |  |  |  |  |  |  |  |  |  |  |  |  |  |  |  |  |  |  |  |  |  |  |  |  |  |  |  |  |  |  |  |  |  |  |  |  |  |  |  |  |
|                                                     |                                                     |                                                     |                                                     |                                                     |                                                     |  |  |                                                 |                                                 |                                                 |                                                 |                                                 |                                                 |  |  |                                                     |                                                     |                                                     |                                                     |                                                     |                                                     |  |  |                                                         |                                                         |                                                         |                                                         |                                                         |                                                         |  |  |                                                      |                                                      |                                                      |                                                      |                                                      |                                                      |  |  |                                                           |                                                           |                                                           |                                                           |                                                           |                                                           |  |  |                                                  |                                                  |                                                  |                                                  |                                                  |                                                  |  |  |                                                   |                                                   |                                                   |                                                   |                                                   |                                                   |  |  |                                        |                                        |                                        |                                        |                                        |                                        |  |  |  |  |  |  |  |  |  |  |  |  |  |  |  |  |  |  |  |  |  |  |  |  |  |  |  |  |  |  |  |  |  |  |  |  |  |  |  |  |  |  |
|                                                     |                                                     |                                                     |                                                     |                                                     |                                                     |  |  |                                                 |                                                 |                                                 |                                                 |                                                 |                                                 |  |  |                                                     |                                                     |                                                     |                                                     |                                                     |                                                     |  |  |                                                         |                                                         |                                                         |                                                         |                                                         |                                                         |  |  |                                                      |                                                      |                                                      |                                                      |                                                      |                                                      |  |  |                                                           |                                                           |                                                           |                                                           |                                                           |                                                           |  |  |                                                  |                                                  |                                                  |                                                  |                                                  |                                                  |  |  |                                                   |                                                   |                                                   |                                                   |                                                   |                                                   |  |  |                                        |                                        |                                        |                                        |                                        |                                        |  |  |  |  |  |  |  |  |  |  |  |  |  |  |  |  |  |  |  |  |  |  |  |  |  |  |  |  |  |  |  |  |  |  |  |  |  |  |  |  |  |  |
| Henrique V, Rei de Inglaterra 1386–1422             | Henrique V, Rei de Inglaterra 1386–1422             | Henrique V, Rei de Inglaterra 1386–1422             | Henrique V, Rei de Inglaterra 1386–1422             | Henrique V, Rei de Inglaterra 1386–1422             | Henrique V, Rei de Inglaterra 1386–1422             |  |  | Tomás de Lencastre, Duque de Clarence 1387–1421 | Tomás de Lencastre, Duque de Clarence 1387–1421 | Tomás de Lencastre, Duque de Clarence 1387–1421 | Tomás de Lencastre, Duque de Clarence 1387–1421 | Tomás de Lencastre, Duque de Clarence 1387–1421 | Tomás de Lencastre, Duque de Clarence 1387–1421 |  |  | João Beaufort, 1.º Duque de Somerset 1404–1444      | João Beaufort, 1.º Duque de Somerset 1404–1444      | João Beaufort, 1.º Duque de Somerset 1404–1444      | João Beaufort, 1.º Duque de Somerset 1404–1444      | João Beaufort, 1.º Duque de Somerset 1404–1444      | João Beaufort, 1.º Duque de Somerset 1404–1444      |  |  | João de Lencastre, Duque de Bedford 1389–1435           | João de Lencastre, Duque de Bedford 1389–1435           | João de Lencastre, Duque de Bedford 1389–1435           | João de Lencastre, Duque de Bedford 1389–1435           | João de Lencastre, Duque de Bedford 1389–1435           | João de Lencastre, Duque de Bedford 1389–1435           |  |  | Humberto de Lencastre, Duque de Gloucester 1390–1447 | Humberto de Lencastre, Duque de Gloucester 1390–1447 | Humberto de Lencastre, Duque de Gloucester 1390–1447 | Humberto de Lencastre, Duque de Gloucester 1390–1447 | Humberto de Lencastre, Duque de Gloucester 1390–1447 | Humberto de Lencastre, Duque de Gloucester 1390–1447 |  |  | Ricardo, 3.º Duque de Iorque 1411–1460                    | Ricardo, 3.º Duque de Iorque 1411–1460                    | Ricardo, 3.º Duque de Iorque 1411–1460                    | Ricardo, 3.º Duque de Iorque 1411–1460                    | Ricardo, 3.º Duque de Iorque 1411–1460                    | Ricardo, 3.º Duque de Iorque 1411–1460                    |  |  |                                                  |                                                  |                                                  |                                                  |                                                  |                                                  |  |  |                                                   |                                                   |                                                   |                                                   |                                                   |                                                   |  |  |                                        |                                        |                                        |                                        |                                        |                                        |  |  |  |  |  |  |  |  |  |  |  |  |  |  |  |  |  |  |  |  |  |  |  |  |  |  |  |  |  |  |  |  |  |  |  |  |  |  |  |  |  |  |
| Henrique V, Rei de Inglaterra 1386–1422             | Henrique V, Rei de Inglaterra 1386–1422             | Henrique V, Rei de Inglaterra 1386–1422             | Henrique V, Rei de Inglaterra 1386–1422             | Henrique V, Rei de Inglaterra 1386–1422             | Henrique V, Rei de Inglaterra 1386–1422             |  |  | Tomás de Lencastre, Duque de Clarence 1387–1421 | Tomás de Lencastre, Duque de Clarence 1387–1421 | Tomás de Lencastre, Duque de Clarence 1387–1421 | Tomás de Lencastre, Duque de Clarence 1387–1421 | Tomás de Lencastre, Duque de Clarence 1387–1421 | Tomás de Lencastre, Duque de Clarence 1387–1421 |  |  | João Beaufort, 1.º Duque de Somerset 1404–1444      | João Beaufort, 1.º Duque de Somerset 1404–1444      | João Beaufort, 1.º Duque de Somerset 1404–1444      | João Beaufort, 1.º Duque de Somerset 1404–1444      | João Beaufort, 1.º Duque de Somerset 1404–1444      | João Beaufort, 1.º Duque de Somerset 1404–1444      |  |  | João de Lencastre, Duque de Bedford 1389–1435           | João de Lencastre, Duque de Bedford 1389–1435           | João de Lencastre, Duque de Bedford 1389–1435           | João de Lencastre, Duque de Bedford 1389–1435           | João de Lencastre, Duque de Bedford 1389–1435           | João de Lencastre, Duque de Bedford 1389–1435           |  |  | Humberto de Lencastre, Duque de Gloucester 1390–1447 | Humberto de Lencastre, Duque de Gloucester 1390–1447 | Humberto de Lencastre, Duque de Gloucester 1390–1447 | Humberto de Lencastre, Duque de Gloucester 1390–1447 | Humberto de Lencastre, Duque de Gloucester 1390–1447 | Humberto de Lencastre, Duque de Gloucester 1390–1447 |  |  | Ricardo, 3.º Duque de Iorque 1411–1460                    | Ricardo, 3.º Duque de Iorque 1411–1460                    | Ricardo, 3.º Duque de Iorque 1411–1460                    | Ricardo, 3.º Duque de Iorque 1411–1460                    | Ricardo, 3.º Duque de Iorque 1411–1460                    | Ricardo, 3.º Duque de Iorque 1411–1460                    |  |  |                                                  |                                                  |                                                  |                                                  |                                                  |                                                  |  |  |                                                   |                                                   |                                                   |                                                   |                                                   |                                                   |  |  |                                        |                                        |                                        |                                        |                                        |                                        |  |  |  |  |  |  |  |  |  |  |  |  |  |  |  |  |  |  |  |  |  |  |  |  |  |  |  |  |  |  |  |  |  |  |  |  |  |  |  |  |  |  |
|                                                     |                                                     |                                                     |                                                     |                                                     |                                                     |  |  |                                                 |                                                 |                                                 |                                                 |                                                 |                                                 |  |  |                                                     |                                                     |                                                     |                                                     |                                                     |                                                     |  |  |                                                         |                                                         |                                                         |                                                         |                                                         |                                                         |  |  |                                                      |                                                      |                                                      |                                                      |                                                      |                                                      |  |  |                                                           |                                                           |                                                           |                                                           |                                                           |                                                           |  |  |                                                  |                                                  |                                                  |                                                  |                                                  |                                                  |  |  |                                                   |                                                   |                                                   |                                                   |                                                   |                                                   |  |  |                                        |                                        |                                        |                                        |                                        |                                        |  |  |  |  |  |  |  |  |  |  |  |  |  |  |  |  |  |  |  |  |  |  |  |  |  |  |  |  |  |  |  |  |  |  |  |  |  |  |  |  |  |  |
| Henrique VI, Rei de Inglaterra 1421–1471            | Henrique VI, Rei de Inglaterra 1421–1471            | Henrique VI, Rei de Inglaterra 1421–1471            | Henrique VI, Rei de Inglaterra 1421–1471            | Henrique VI, Rei de Inglaterra 1421–1471            | Henrique VI, Rei de Inglaterra 1421–1471            |  |  | Margarida Beaufort 1443–1509                    | Margarida Beaufort 1443–1509                    | Margarida Beaufort 1443–1509                    | Margarida Beaufort 1443–1509                    | Margarida Beaufort 1443–1509                    | Margarida Beaufort 1443–1509                    |  |  |                                                     |                                                     |                                                     |                                                     |                                                     |                                                     |  |  | Eduardo IV, Rei de Inglaterra 1442–1483                 | Eduardo IV, Rei de Inglaterra 1442–1483                 | Eduardo IV, Rei de Inglaterra 1442–1483                 | Eduardo IV, Rei de Inglaterra 1442–1483                 | Eduardo IV, Rei de Inglaterra 1442–1483                 | Eduardo IV, Rei de Inglaterra 1442–1483                 |  |  | Edmundo, Conde da Rutlândia 1443–1460                | Edmundo, Conde da Rutlândia 1443–1460                | Edmundo, Conde da Rutlândia 1443–1460                | Edmundo, Conde da Rutlândia 1443–1460                | Edmundo, Conde da Rutlândia 1443–1460                | Edmundo, Conde da Rutlândia 1443–1460                |  |  | Jorge, Duque de Clarence 1449–1478                        | Jorge, Duque de Clarence 1449–1478                        | Jorge, Duque de Clarence 1449–1478                        | Jorge, Duque de Clarence 1449–1478                        | Jorge, Duque de Clarence 1449–1478                        | Jorge, Duque de Clarence 1449–1478                        |  |  |                                                  |                                                  |                                                  |                                                  |                                                  |                                                  |  |  | Ricardo III, Rei de Inglaterra 1452–1485          | Ricardo III, Rei de Inglaterra 1452–1485          | Ricardo III, Rei de Inglaterra 1452–1485          | Ricardo III, Rei de Inglaterra 1452–1485          | Ricardo III, Rei de Inglaterra 1452–1485          | Ricardo III, Rei de Inglaterra 1452–1485          |  |  | Isabel, Duquesa de Suffolk 1444–c.1503 | Isabel, Duquesa de Suffolk 1444–c.1503 | Isabel, Duquesa de Suffolk 1444–c.1503 | Isabel, Duquesa de Suffolk 1444–c.1503 | Isabel, Duquesa de Suffolk 1444–c.1503 | Isabel, Duquesa de Suffolk 1444–c.1503 |  |  |  |  |  |  |  |  |  |  |  |  |  |  |  |  |  |  |  |  |  |  |  |  |  |  |  |  |  |  |  |  |  |  |  |  |  |  |  |  |  |  |
| Henrique VI, Rei de Inglaterra 1421–1471            | Henrique VI, Rei de Inglaterra 1421–1471            | Henrique VI, Rei de Inglaterra 1421–1471            | Henrique VI, Rei de Inglaterra 1421–1471            | Henrique VI, Rei de Inglaterra 1421–1471            | Henrique VI, Rei de Inglaterra 1421–1471            |  |  | Margarida Beaufort 1443–1509                    | Margarida Beaufort 1443–1509                    | Margarida Beaufort 1443–1509                    | Margarida Beaufort 1443–1509                    | Margarida Beaufort 1443–1509                    | Margarida Beaufort 1443–1509                    |  |  |                                                     |                                                     |                                                     |                                                     |                                                     |                                                     |  |  | Eduardo IV, Rei de Inglaterra 1442–1483                 | Eduardo IV, Rei de Inglaterra 1442–1483                 | Eduardo IV, Rei de Inglaterra 1442–1483                 | Eduardo IV, Rei de Inglaterra 1442–1483                 | Eduardo IV, Rei de Inglaterra 1442–1483                 | Eduardo IV, Rei de Inglaterra 1442–1483                 |  |  | Edmundo, Conde da Rutlândia 1443–1460                | Edmundo, Conde da Rutlândia 1443–1460                | Edmundo, Conde da Rutlândia 1443–1460                | Edmundo, Conde da Rutlândia 1443–1460                | Edmundo, Conde da Rutlândia 1443–1460                | Edmundo, Conde da Rutlândia 1443–1460                |  |  | Jorge, Duque de Clarence 1449–1478                        | Jorge, Duque de Clarence 1449–1478                        | Jorge, Duque de Clarence 1449–1478                        | Jorge, Duque de Clarence 1449–1478                        | Jorge, Duque de Clarence 1449–1478                        | Jorge, Duque de Clarence 1449–1478                        |  |  |                                                  |                                                  |                                                  |                                                  |                                                  |                                                  |  |  | Ricardo III, Rei de Inglaterra 1452–1485          | Ricardo III, Rei de Inglaterra 1452–1485          | Ricardo III, Rei de Inglaterra 1452–1485          | Ricardo III, Rei de Inglaterra 1452–1485          | Ricardo III, Rei de Inglaterra 1452–1485          | Ricardo III, Rei de Inglaterra 1452–1485          |  |  | Isabel, Duquesa de Suffolk 1444–c.1503 | Isabel, Duquesa de Suffolk 1444–c.1503 | Isabel, Duquesa de Suffolk 1444–c.1503 | Isabel, Duquesa de Suffolk 1444–c.1503 | Isabel, Duquesa de Suffolk 1444–c.1503 | Isabel, Duquesa de Suffolk 1444–c.1503 |  |  |  |  |  |  |  |  |  |  |  |  |  |  |  |  |  |  |  |  |  |  |  |  |  |  |  |  |  |  |  |  |  |  |  |  |  |  |  |  |  |  |
|                                                     |                                                     |                                                     |                                                     |                                                     |                                                     |  |  | Casa de Tudor                                   |                                                 |                                                 |                                                 |                                                 |                                                 |  |  |                                                     |                                                     |                                                     |                                                     |                                                     |                                                     |  |  |                                                         |                                                         |                                                         |                                                         |                                                         |                                                         |  |  |                                                      |                                                      |                                                      |                                                      |                                                      |                                                      |  |  |                                                           |                                                           |                                                           |                                                           |                                                           |                                                           |  |  |                                                  |                                                  |                                                  |                                                  |                                                  |                                                  |  |  |                                                   |                                                   |                                                   |                                                   |                                                   |                                                   |  |  |                                        |                                        |                                        |                                        |                                        |                                        |  |  |  |  |  |  |  |  |  |  |  |  |  |  |  |  |  |  |  |  |  |  |  |  |  |  |  |  |  |  |  |  |  |  |  |  |  |  |  |  |  |  |
|                                                     |                                                     |                                                     |                                                     |                                                     |                                                     |  |  |                                                 |                                                 |                                                 |                                                 |                                                 |                                                 |  |  |                                                     |                                                     |                                                     |                                                     |                                                     |                                                     |  |  |                                                         |                                                         |                                                         |                                                         |                                                         |                                                         |  |  |                                                      |                                                      |                                                      |                                                      |                                                      |                                                      |  |  |                                                           |                                                           |                                                           |                                                           |                                                           |                                                           |  |  |                                                  |                                                  |                                                  |                                                  |                                                  |                                                  |  |  |                                                   |                                                   |                                                   |                                                   |                                                   |                                                   |  |  |                                        |                                        |                                        |                                        |                                        |                                        |  |  |  |  |  |  |  |  |  |  |  |  |  |  |  |  |  |  |  |  |  |  |  |  |  |  |  |  |  |  |  |  |  |  |  |  |  |  |  |  |  |  |
| Eduardo de Westminster, Príncipe de Gales 1453–1471 | Eduardo de Westminster, Príncipe de Gales 1453–1471 | Eduardo de Westminster, Príncipe de Gales 1453–1471 | Eduardo de Westminster, Príncipe de Gales 1453–1471 | Eduardo de Westminster, Príncipe de Gales 1453–1471 | Eduardo de Westminster, Príncipe de Gales 1453–1471 |  |  | Henrique VII, Rei de Inglatera 1457–1509        | Henrique VII, Rei de Inglatera 1457–1509        | Henrique VII, Rei de Inglatera 1457–1509        | Henrique VII, Rei de Inglatera 1457–1509        | Henrique VII, Rei de Inglatera 1457–1509        | Henrique VII, Rei de Inglatera 1457–1509        |  |  | Isabel de Iorque 1466–1503                          | Isabel de Iorque 1466–1503                          | Isabel de Iorque 1466–1503                          | Isabel de Iorque 1466–1503                          | Isabel de Iorque 1466–1503                          | Isabel de Iorque 1466–1503                          |  |  | Eduardo V, Rei de Inglaterra 1470–?                     | Eduardo V, Rei de Inglaterra 1470–?                     | Eduardo V, Rei de Inglaterra 1470–?                     | Eduardo V, Rei de Inglaterra 1470–?                     | Eduardo V, Rei de Inglaterra 1470–?                     | Eduardo V, Rei de Inglaterra 1470–?                     |  |  | Ricardo de Shrewsbury, Duque de Iorque 1473–?        | Ricardo de Shrewsbury, Duque de Iorque 1473–?        | Ricardo de Shrewsbury, Duque de Iorque 1473–?        | Ricardo de Shrewsbury, Duque de Iorque 1473–?        | Ricardo de Shrewsbury, Duque de Iorque 1473–?        | Ricardo de Shrewsbury, Duque de Iorque 1473–?        |  |  | Margarida Pole, 8.ª Condessa de Salisbury                 | Margarida Pole, 8.ª Condessa de Salisbury                 | Margarida Pole, 8.ª Condessa de Salisbury                 | Margarida Pole, 8.ª Condessa de Salisbury                 | Margarida Pole, 8.ª Condessa de Salisbury                 | Margarida Pole, 8.ª Condessa de Salisbury                 |  |  | Eduardo, 17.° Conde de Warwick 1475–1499         | Eduardo, 17.° Conde de Warwick 1475–1499         | Eduardo, 17.° Conde de Warwick 1475–1499         | Eduardo, 17.° Conde de Warwick 1475–1499         | Eduardo, 17.° Conde de Warwick 1475–1499         | Eduardo, 17.° Conde de Warwick 1475–1499         |  |  | Eduardo de Middleham, Príncipe de Gales 1473–1484 | Eduardo de Middleham, Príncipe de Gales 1473–1484 | Eduardo de Middleham, Príncipe de Gales 1473–1484 | Eduardo de Middleham, Príncipe de Gales 1473–1484 | Eduardo de Middleham, Príncipe de Gales 1473–1484 | Eduardo de Middleham, Príncipe de Gales 1473–1484 |  |  | Casa de Iorque-Pole                    | Casa de Iorque-Pole                    | Casa de Iorque-Pole                    | Casa de Iorque-Pole                    | Casa de Iorque-Pole                    | Casa de Iorque-Pole                    |  |  |  |  |  |  |  |  |  |  |  |  |  |  |  |  |  |  |  |  |  |  |  |  |  |  |  |  |  |  |  |  |  |  |  |  |  |  |  |  |  |  |
| Eduardo de Westminster, Príncipe de Gales 1453–1471 | Eduardo de Westminster, Príncipe de Gales 1453–1471 | Eduardo de Westminster, Príncipe de Gales 1453–1471 | Eduardo de Westminster, Príncipe de Gales 1453–1471 | Eduardo de Westminster, Príncipe de Gales 1453–1471 | Eduardo de Westminster, Príncipe de Gales 1453–1471 |  |  | Henrique VII, Rei de Inglatera 1457–1509        | Henrique VII, Rei de Inglatera 1457–1509        | Henrique VII, Rei de Inglatera 1457–1509        | Henrique VII, Rei de Inglatera 1457–1509        | Henrique VII, Rei de Inglatera 1457–1509        | Henrique VII, Rei de Inglatera 1457–1509        |  |  | Isabel de Iorque 1466–1503                          | Isabel de Iorque 1466–1503                          | Isabel de Iorque 1466–1503                          | Isabel de Iorque 1466–1503                          | Isabel de Iorque 1466–1503                          | Isabel de Iorque 1466–1503                          |  |  | Eduardo V, Rei de Inglaterra 1470–?                     | Eduardo V, Rei de Inglaterra 1470–?                     | Eduardo V, Rei de Inglaterra 1470–?                     | Eduardo V, Rei de Inglaterra 1470–?                     | Eduardo V, Rei de Inglaterra 1470–?                     | Eduardo V, Rei de Inglaterra 1470–?                     |  |  | Ricardo de Shrewsbury, Duque de Iorque 1473–?        | Ricardo de Shrewsbury, Duque de Iorque 1473–?        | Ricardo de Shrewsbury, Duque de Iorque 1473–?        | Ricardo de Shrewsbury, Duque de Iorque 1473–?        | Ricardo de Shrewsbury, Duque de Iorque 1473–?        | Ricardo de Shrewsbury, Duque de Iorque 1473–?        |  |  | Margarida Pole, 8.ª Condessa de Salisbury                 | Margarida Pole, 8.ª Condessa de Salisbury                 | Margarida Pole, 8.ª Condessa de Salisbury                 | Margarida Pole, 8.ª Condessa de Salisbury                 | Margarida Pole, 8.ª Condessa de Salisbury                 | Margarida Pole, 8.ª Condessa de Salisbury                 |  |  | Eduardo, 17.° Conde de Warwick 1475–1499         | Eduardo, 17.° Conde de Warwick 1475–1499         | Eduardo, 17.° Conde de Warwick 1475–1499         | Eduardo, 17.° Conde de Warwick 1475–1499         | Eduardo, 17.° Conde de Warwick 1475–1499         | Eduardo, 17.° Conde de Warwick 1475–1499         |  |  | Eduardo de Middleham, Príncipe de Gales 1473–1484 | Eduardo de Middleham, Príncipe de Gales 1473–1484 | Eduardo de Middleham, Príncipe de Gales 1473–1484 | Eduardo de Middleham, Príncipe de Gales 1473–1484 | Eduardo de Middleham, Príncipe de Gales 1473–1484 | Eduardo de Middleham, Príncipe de Gales 1473–1484 |  |  | Casa de Iorque-Pole                    | Casa de Iorque-Pole                    | Casa de Iorque-Pole                    | Casa de Iorque-Pole                    | Casa de Iorque-Pole                    | Casa de Iorque-Pole                    |  |  |  |  |  |  |  |  |  |  |  |  |  |  |  |  |  |  |  |  |  |  |  |  |  |  |  |  |  |  |  |  |  |  |  |  |  |  |  |  |  |  |
|                                                     |                                                     |                                                     |                                                     |                                                     |                                                     |  |  |                                                 |                                                 |                                                 |                                                 |                                                 |                                                 |  |  |                                                     |                                                     |                                                     |                                                     |                                                     |                                                     |  |  |                                                         |                                                         |                                                         |                                                         |                                                         |                                                         |  |  |                                                      |                                                      |                                                      |                                                      |                                                      |                                                      |  |  |                                                           |                                                           |                                                           |                                                           |                                                           |                                                           |  |  |                                                  |                                                  |                                                  |                                                  |                                                  |                                                  |  |  |                                                   |                                                   |                                                   |                                                   |                                                   |                                                   |  |  |                                        |                                        |                                        |                                        |                                        |                                        |  |  |  |  |  |  |  |  |  |  |  |  |  |  |  |  |  |  |  |  |  |  |  |  |  |  |  |  |  |  |  |  |  |  |  |  |  |  |  |  |  |  |
|                                                     |                                                     |                                                     |                                                     |                                                     |                                                     |  |  |                                                 |                                                 |                                                 |                                                 |                                                 |                                                 |  |  |                                                     |                                                     |                                                     |                                                     |                                                     |                                                     |  |  |                                                         |                                                         |                                                         |                                                         |                                                         |                                                         |  |  |                                                      |                                                      |                                                      |                                                      |                                                      |                                                      |  |  | Casa de Pole                                              |                                                           |                                                           |                                                           |                                                           |                                                           |  |  |                                                  |                                                  |                                                  |                                                  |                                                  |                                                  |  |  |                                                   |                                                   |                                                   |                                                   |                                                   |                                                   |  |  |                                        |                                        |                                        |                                        |                                        |                                        |  |  |  |  |  |  |  |  |  |  |  |  |  |  |  |  |  |  |  |  |  |  |  |  |  |  |  |  |  |  |  |  |  |  |  |  |  |  |  |  |  |  |